# Dalbergia balansae
Dalbergia balansae är en ärtväxtart som beskrevs av David Prain. Dalbergia balansae ingår i släktet Dalbergia, och familjen ärtväxter. IUCN kategoriserar arten globalt som sårbar. Inga underarter finns listade i Catalogue of Life.